# 栃木市大平文化会館
栃木市大平文化会館（とちぎしおおひらぶんかかいかん）は、栃木県栃木市大平町蔵井にある多目的ホールである。
開館当初は「おおひら町民ホール」という名称だったが、2010年3月29日に栃木市と下都賀郡大平町・藤岡町・都賀町が新設合併した際、現名称に変更された。
2014年に指定管理者制度が導入され、株式会社ケイミックス が受託している。

## 施設要目
- 中ホール（固定席：793席 車椅子席：3席 親子室：5席）
- ロビー・エントランスホールは仮設舞台を利用するホールとして利用可

## 開館日と時間
- 開館時間：午前9時00分 - 午後9時30分　夜間利用が無い場合は、午後5時30分閉館
- 休館日：毎週月曜日（国民の祝日の場合は翌平日）、年末年始（12月28日 - 1月4日）

## 所在地
- 〒329-4403 栃木県栃木市大平町蔵井2001-3

## 交通
公共交通機関
- ふれあいバス部屋線「大平図書館」停留所よりすぐ。
- 東武日光線新大平下駅東口からバス10分、徒歩20分。
- JR両毛線大平下駅からバス5分、徒歩25分。

自動車
- 東北自動車道栃木ICから約8km。
- 同佐野スマートICから約12km。